# Евгения Камова
Евгения Георгиева Камова (1928 – 2008) е българска журналистка, дипломатка и преводачка.

## Биография
Родена е на 6 януари 1928 г. в София, през 1946 г. завършва със специално отличие средното си образование в столичната Втора девическа гимназия, а през 1951 г. – висше образование в Софийския университет по английска филология, с втора специалност немска филология, както и професионалната Школа по журналистика.
От 1949 до 1957 г. е редактор на раздел култура в издаваното от БТА и разпространявано в чужбина българско списание на английски език „Bulgaria Today“. В годините между 1957 и 1967 работи като журналист на свободна практика и преводач. През 1967 г. постъпва на работа в тогавашния Комитет за приятелство и културни връзки с чужбина, където отговаря за осъществяването на културния обмен на България с Великобритания, САЩ, Канада, Япония, Австралия, Индия и други страни, като след 1975 г. продължава работата си в същото направление в Комитета за култура, преобразуван по-късно в Министерство на културата.
От 1977 до пенсионирането си през 1986 г. е на работа в Министерство на външните работи. Между 1976 и 1978 г. е аташе по въпросите на културата в българското посолство във Виена и заместник-директор на Дом „Витгенщайн“ – културния център, който България открива по това време в сърцето на австрийската столица.
През 1981 г. е назначена за Директор на Българския културно-информационен център в Делхи и с дипломатически ранг съветник в посолството на България в Индия. След пенсионирането си при завръщането си от Индия през 1985 г., работи в комитета „1300 години България“ и в Агенция „София прес“. От 1951 г. е член на Съюза на българските журналисти, а на Съюза на преводачите в България е член-основател.
Активен обществен деятел, още в ученическите си години се включва в дейността на Българския младежки червен кръст. През 1991 г. заедно с Владимир Ганев и Маргарита Георчева създават Клуб „Приятели на Индия“, на който Евгения Камова отдава последните години от живота си. Работи години наред в екип с графика Юлий Минчев в списание „Светилник“.

## Книги
Евгения Камова е автор на книгите „Ливан“ (1967) и „В прегръдките на Хиндукуш“ (1971). Преводач е на художествена литература от английски език – има над 10 преведени книги на съвременни писатели и класици на английската и американска литература; преводач е също на монографията на Елиас Бредсдорф „Ханс Кристиан Андерсен“ и, съвместно с Владимир Ганев, на автобиографиите на Махатма Ганди и Джавахарлал Неру.